# فرد چرچ
فرد چرچ (انگلیسی: Fred Church؛ ۱۷ اکتبر ۱۸۸۹ – ۷ ژانویهٔ ۱۹۸۳) یک هنرپیشه اهل ایالات متحده آمریکا بود.
از فیلم‌ها یا برنامه‌های تلویزیونی که وی در آن نقش داشته است می‌توان به مادام دو باری اشاره کرد.